# Суха-Жирардовска
Суха-Жирардовска (пол. Sucha Żyrardowska) — остановочный пункт железной дороги, один из двух в селе Есёнка в гмине Вискитки, в Мазовецком воеводстве Польши. Имеет 1 платформу и 2 пути. 
Остановочный пункт на железнодорожной линии Варшава — Катовице, построен в 1949 году. 